# Svenljunga kyrka
Svenljunga kyrka är en kyrkobyggnad i Svenljunga. Den tillhör sedan 2006 Svenljungabygdens församling (tidigare Svenljunga-Ullasjö församling) i Göteborgs stift.

## Historia
- Allra äldst var en träkyrka, troligen från medeltiden, med klockstapel. Den brann ner 1714 till grunden tillsammans med prästgården.[1]
- Föregångare till dagens kyrka var en träkyrka byggd 1714-1718. Den låg på andra sidan Ätran och revs någon gång före 1830. Platsen markeras av ett träkors.

## Kyrkobyggnaden
Nuvarande kyrka i Karl Johansstil stod klar 1829 och var gemensam för Svenljunga och Ullasjö församlingar. Byggnaden består av långhus med halvrunt kor i öster och vidbyggd sakristia i norr. Tornet i väster har en öppen lanternin. En ny sakristia uppfördes 1949, vilken ersatte den gamla på samma ställe, som hade blivit för liten. En omfattande inre renovering genomfördes 1977 efter förslag av Pelle Nilssons arkitektkontor. Kyrkorummet omdanades och fick en ny inredning med undantag för altaruppsatsen och predikstolen. En mindre renovering utfördes även 2010.

## Inventarier
- Altartavlan är målad 1860 eller 1861 av konstnär Birger Lignell. Motivet är Kristi förklaring där Jesus får möta Mose och Elia.
- Predikstolen i nyklassicistisk stil är gjord av Johannes Andersson i Mjöbäck och tillkom någon gång mellan 1829 och 1840.
- Nuvarande åttasidiga dopfunt från 1977 är troligen av röd granit. Tillhörande dopfat är av silver.
- Vid södra korväggen finns en kororgel som är byggd av Hammarbergs orgelbyggeri och som tillkom 2001.

### Klockor
Kyrkan har två klockor. 
- Lillklockan bär årtalet 1681. En annan lillklocka gjuten av Elias Fries Thoresson från Jönköping, såldes till Norra Hestra kyrka år 1830, då nuvarande kan ha inköpts istället.
- Storklockan, som var senmedeltida, omgöts 1908.[2]

### Orglar
- Den första orgeln var byggd 1829 av Mårten Bernhard Söderling och dennes son Johan Nikolaus. Den efterträddes av en orgel tillverkad 1928 av Åkerman & Lund, vilken renoverades 1943 av Lindegren Orgelbyggeri AB så att den kom att omfatta 23 stämmor fördelade på två manualer och pedal.
- Nuvarande mekaniska orgel är byggd 1961 av Hammarbergs Orgelbyggeri AB och har trettio stämmor.[3]

## Kyrkogård med runsten

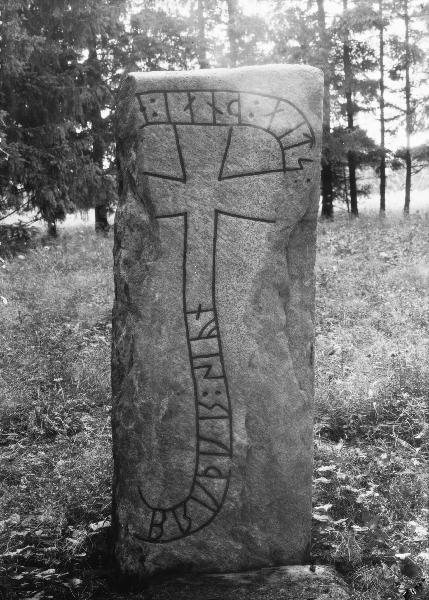
Runsten Vg 193.

På den gamla kyrkogården, 300 meter nordväst om kyrkan, finns en runsten (Vg 193) som påträffades 1887 i kyrkans kor. Den har en inskrift som i tolkning lyder: ...denna sten efter ... Sves broder.

## Webblänkar
- Wikimedia Commons har media som rör Svenljunga kyrka.